# Hernán Condori
Hernán Yury Condori Machado (Cusco, 22 de diciembre de 1966) es un médico cirujano y político peruano. Fue ministro de Salud de su país, desde el 8 de febrero al 3 de abril de 2022, fecha en que se aceptó su renuncia tras ser censurado por el Congreso peruano.

## Biografía
Hernán Yury nació el 22 de diciembre de 1966, en el distrito de Santiago, departamento del Cusco, Perú. Se licencio de la Universidad Nacional Federico Villarreal como médico cirujano.
Fue director de la Red de Salud de Chanchamayo entre el 25 de enero de 2011 y el 24 de febrero de 2014.
En enero del 2020, fue designado como director regional de Salud de la Dirección Regional de Salud (DIRESA) Junín. Está afiliado a Perú Libre.
Promocionó "agua arracimada".

### Ministro de Salud
El 8 de febrero de 2022, juró como Ministro de Salud, ante el presidente del Perú, Pedro Castillo. Tras su nombramiento como ministro, en un comunicado difundido en redes sociales el Colegio Médico del Perú exigió la renuncia de Condori debido a que consideraban que no era apto para gestionar la tercera ola de la pandemia de COVID-19. Al igual que lo cuestiono el exministro Óscar Ugarte, el médico infectólogo Elmer Huerta, la Defensoría del Pueblo, César Acuña, la organización Científicos.pe entre otros. Uso un helicóptero en calidad de ministro para trasladar a una bebé en sus brazos desde Cañete hasta el Hospital del Niño. El Congreso lo censuró el 31 de marzo del mismo año y el 3 de abril el presidente Castillo aceptó su renuncia como ministro.
Luego fue asesor, desde el 16 de abril, de la Dirección de Redes Integradas de Salud (Diris) Lima Este del Ministerio de Salud (MINSA) cargo al cual renunció 4 días después de ser nombrado.